# Rachicerus boarius
Rachicerus boarius är en tvåvingeart som beskrevs av Akira Nagatomi 1970. Rachicerus boarius ingår i släktet Rachicerus och familjen vedflugor. Inga underarter finns listade i Catalogue of Life.